# S.N.D. Sloga Subotica
Subotičko nogometno društvo Sloga je bivši nogometni klub iz Subotice.

## Povijest
Nastao je 1920. godine pod imenom Subotičko nogometno društvo Bunjevac spajanjem manjih subotičkih klubova, II. kruga (osn 1913., osnivač Ivan Sarić) i III. kruga (osn. 1919.). Pravila kluba su odobrena 12.lipnja 1920. Prvi predsjednik kluba je bio Tome Čović.
Sjedište je imao u Pašićevoj ulici 2. Klupski dresovi su bili prugasti.
Natjecao se u nižim natjecateljskim razredima Kraljevine SHS, ponajviše u prvom razredu Subotičkog nogometnog podsaveza, natječući se protiv Bačke, SAND-a, Zrinjskog, SMTK-a, Bunjevca, Športa i ŽAK-a.
U sezoni 1924./1925. klub je ispao iz prvog razreda, potom je odigrao jednu sezonu u drugom razredu i nakon toga je prestao postojati.
Predsjednici kluba su bili: Tome Čović, Ivan Sarić, dr. Gábor Szanto i Ozren Pilić.
Klub je okupljao subotičke Hrvate. Zabilježena je postava iz 1925. godine: Antun Gabrić, Luka Lipošinović, Petar Gadžu, Gavro Perčić, Vojislav Vojnić, Franjo Pančić, Matija Milodanović, Gjuka Gabrić, Vojislav Stipić, Lajčo Vukov, Lajčo Gabrić. Klupski tajnik je bio Ozren Pilić, potpredsjednik Petar Baić, a "revizor" je bio Lazar Kopilović. Najpoznatija imena koja je ovaj klub dao su Bela Virag, Marko Rudić, Josip Kovač, Varga, braća Budanović i ostali.